# Hec Kilrea
Hector Joseph Kilrea (né le 11 juin 1907 à Blackburn, dans la province de l'Ontario, au Canada — mort le 8 septembre 1969) est un joueur professionnel canadien de hockey sur glace qui évoluait au poste d'ailier droit. Hec est le frère des joueurs de hockey professionnels Wally Kilrea et Ken Kilrea et l'oncle de Brian Kilrea.

## Biographie
Kilrea signe son premier contrat professionnel comme agent libre avec les Sénateurs d'Ottawa le 12 novembre 1925. Dès la saison suivante, il remporte avec eux la Coupe Stanley. Après avoir joué pour les Falcons de Détroit et les Maple Leafs de Toronto, il est échangé aux Red Wings de Détroit en octobre 1935. Il remporte deux nouvelles Coupes Stanley avec Détroit en 1936 et 1937. 
Il passe l'essentiel de la saison 1939-1940 avec les Capitals d'Indianapolis avec lesquels il termine sa carrière en 1943. Il sert ensuite en France et en Belgique lors de la Deuxième Guerre mondiale à l'issue de laquelle il est décoré de la Distinguished Service Cross.
Il meurt le 8 septembre 1969.

## Statistiques
| Saison     | Équipe                  | Ligue      |     | Saison régulière | Saison régulière | Saison régulière | Saison régulière | Saison régulière |   | Séries éliminatoires | Séries éliminatoires | Séries éliminatoires | Séries éliminatoires | Séries éliminatoires |
| Saison     | Équipe                  | Ligue      | PJ  | B                | A                | Pts              | Pun              | PJ               | B | A                    | Pts                  | Pun                  |                      |                      |
| 1924-1925  | Rideaus d'Ottawa        | OCHL       | 16  | 5                | 4                | 9                |                  | 3                | 0 | 0                    | 0                    | 0                    |                      |                      |
| 1925-1926  | Sénateurs d'Ottawa      | LNH        | 35  | 5                | 0                | 5                | 12               | 2                | 0 | 0                    | 0                    | 0                    |                      |                      |
| 1926-1927  | Sénateurs d'Ottawa      | LNH        | 42  | 11               | 7                | 18               | 48               | 6                | 1 | 1                    | 2                    | 4                    |                      |                      |
| 1927-1928  | Sénateurs d'Ottawa      | LNH        | 43  | 19               | 4                | 23               | 66               | 2                | 1 | 0                    | 1                    | 0                    |                      |                      |
| 1928-1929  | Sénateurs d'Ottawa      | LNH        | 38  | 5                | 7                | 12               | 36               |                  |   |                      |                      |                      |                      |                      |
| 1929-1930  | Sénateurs d'Ottawa      | LNH        | 44  | 36               | 22               | 58               | 72               | 2                | 0 | 0                    | 0                    | 4                    |                      |                      |
| 1930-1931  | Sénateurs d'Ottawa      | LNH        | 44  | 14               | 8                | 22               | 44               |                  |   |                      |                      |                      |                      |                      |
| 1931-1932  | Falcons de Détroit      | LNH        | 47  | 13               | 3                | 16               | 28               | 2                | 0 | 0                    | 0                    | 0                    |                      |                      |
| 1932-1933  | Sénateurs d'Ottawa      | LNH        | 47  | 14               | 8                | 22               | 26               |                  |   |                      |                      |                      |                      |                      |
| 1933-1934  | Maple Leafs de Toronto  | LNH        | 43  | 10               | 13               | 23               | 15               | 5                | 2 | 0                    | 2                    | 2                    |                      |                      |
| 1934-1935  | Maple Leafs de Toronto  | LNH        | 46  | 11               | 13               | 24               | 16               | 6                | 0 | 0                    | 0                    | 4                    |                      |                      |
| 1935-1936  | Red Wings de Détroit    | LNH        | 48  | 6                | 17               | 23               | 37               | 7                | 0 | 3                    | 3                    | 2                    |                      |                      |
| 1936-1937  | Red Wings de Détroit    | LNH        | 48  | 6                | 9                | 15               | 20               | 10               | 3 | 1                    | 4                    | 2                    |                      |                      |
| 1937-1938  | Red Wings de Détroit    | LNH        | 48  | 9                | 9                | 18               | 10               |                  |   |                      |                      |                      |                      |                      |
| 1938-1939  | Red Wings de Détroit    | LNH        | 48  | 8                | 9                | 17               | 8                | 6                | 1 | 2                    | 3                    | 0                    |                      |                      |
| 1939-1940  | Red Wings de Détroit    | LNH        | 12  | 0                | 0                | 0                | 0                |                  |   |                      |                      |                      |                      |                      |
| 1939-1940  | Capitals d'Indianapolis | IAHL       | 41  | 6                | 21               | 27               | 6                | 5                | 0 | 1                    | 1                    | 9                    |                      |                      |
| 1940-1941  | Indianapolis Capitols   | LAH        | 46  | 5                | 9                | 14               | 6                |                  |   |                      |                      |                      |                      |                      |
| 1941-1942  | Indianapolis Capitols   | LAH        | 56  | 13               | 10               | 23               | 15               | 10               | 0 | 0                    | 0                    | 6                    |                      |                      |
| 1942-1943  | Indianapolis Capitols   | LAH        | 55  | 9                | 10               | 19               | 11               | 7                | 2 | 1                    | 3                    | 2                    |                      |                      |
| Totaux LNH | Totaux LNH              | Totaux LNH | 633 | 167              | 129              | 296              | 438              | 48               | 8 | 7                    | 15                   | 18                   |                      |                      |